# Jonathan Tah
Jonathan Glao Tah (n. 11 februarie 1996, Hamburg, Germania) este un fotbalist german și ivorian, care joacă pe post de fundaș central sau fundaș la Bayern în Bundesliga. Pe plan internațional, are prezențe la națională pentru Germania Sub-21⁠(d), Germania, Germania U16⁠(d), Germania U17⁠(d) și Germania U19⁠(d).

## Biografie
Tah s-a născut în Hamburg, dintr-un tată ivorian și o mamă germană. A crescut în districtul din Hamburg, Altona.

## Cariera pe echipe
Tah a început să joace fotbal la cluburile locale Altona 93 și SC Concordia înainte de a fi cumpărat de Hamburger SV. Pe 4 august 2013, Tah și-a făcut debutul pentru Hamburg într-un meci din DFB-Pokal împotriva lui SV Schott Jena. Și-a făcut debutul în Bundesliga pe 21 septembrie 2013 într-o înfrângere cu 2-0 pe teren propriu împotriva lui Werder Bremen.
La 1 septembrie 2014, a fost împrumutat la Fortuna Düsseldorf pentru un an.

### Bayer Leverkusen
La 15 iulie 2015, el a semnat un contract de cinci ani cu Bayer Leverkusen pentru o sumă de 7,5 milioane de euro. Pe 26 februarie 2018, Bayer Leverkusen a anunțat prelungirea contractului lui Tah până în 2023.
A făcut a 100-a apariție în Bundesliga pentru club pe 10 martie 2019.
În septembrie 2021, Tah a semnat o prelungire a contractului până în 2025.

### Bayern München
Pe 29 mai 2025, Tah a semnat un contract cu rivala din Bundesliga, Bayern München din poziția de jucător liber, contractul cu bavarezii fiind valabil până la 30 iunie 2029. Bayern a luptat cu FC Barcelona pentru semnătura sa, dar jucătorul și-a dorit în permanență să meargă la München.

## Cariera la națională
După ce a jucat pentru categoriile de tineret ale Germaniei de la sub 16 la sub 21 de ani, Tah a primit prima convocare la Echipa națională de fotbal a Germaniei în martie 2016 pentru meciurile amicale împotriva Angliei și Italiei. Și-a făcut debutul în primul, intrând la pauză în locul lui Mats Hummels într-o înfrângere cu 2–3. A fost convocat pentru a-l înlocui pe Antonio Rüdiger la Campionatul European de Fotbal 2016.
Tah nu a fost inclus în lotul Germaniei pentru Campionatul Mondial de Fotbal din 2018 sau Campionatul Mondial de Fotbal din 2022.
A fost convocat pentru Campionatul European de Fotbal 2024.

## Palmares
Bayer Leverkusen
- Bundesliga: 2023–24[17]
- DFB-Pokal: 2023–24
- DFL-Supercup: 2024[18]

Germania sub 21 de ani
- Vice-campion Campionatului European de Fotbal Sub-21: 2019 [19]

Premii individuale
- Medalia Fritz Walter sub 19 de aur: 2015 [20]
- Echipa sezonului UEFA Europa League: 2019–20,[21] 2022–23 [22]